# كاتارينا إيفانوفسكا
كاتارينا إيفانوفسكا (بالألبانية: Katarina Ivanovska‏) وهي عارضة أزياء وممثلة مقدونية ولدت في 18 أغسطس 1988 في مدينة سكوبيه عاصمة مقدونيا في يوغسلافيا السابقة، بدأت كعارضة أزياء في 2004 في إسبوع أزياء ميلان في ميلانو في إيطاليا وثم اشتهرت بعد ذلك.
أما أول عمل تمثيلي لها كان في الفيلم المقدوني النصف الثالث حيث مثلت دور فتاة يهودية إسمها ريبيكا في الحرب العالمية الثانية.

## روابط خارجية
- كاتارينا إيفانوفسكا على موقع IMDb (الإنجليزية)
- كاتارينا إيفانوفسكا على موقع قاعدة بيانات الفيلم (الإنجليزية)
- كاتارينا إيفانوفسكا على موقع دليل عارضات الأزياء (الإنجليزية)